# Shaip Beqiri
Shaip Beqiri (ur. 25 marca 1954 roku w Gllamniku k. Podujeva w Kosowie) – jugosłowiański oraz kosowski poeta, tłumacz i wydawca.

## Życiorys
W roku 1979 ukończył studia z zakresu języka i literatury albańskiej na uniwersytecie w Prisztinie. Po studiach pracował początkowo jako nauczyciel, a następnie jako wydawca i publicysta. W latach 1990–1995 współpracował z wydawnictwem Buzuku. Od 1995 mieszka w Szwajcarii, a od 1998 jest członkiem Stowarzyszenia Pisarzy Szwajcarskich.
Jako poeta zadebiutował tomikiem wydanym w 1976 w Prisztinie. W jego dorobku znajduje się pięć tomików wierszy. Utwory Beqiriego tłumaczono na język niemiecki i serbsko-chorwacki.

## Dzieła
- 1976: Fontana e etjeve (Fontanna namiętności)
- 1997: Rekuiem për veten (Requiem dla samego siebie)
- 1998: Prangat e praruara (Złote kajdany)
- 2000: Eklipsi i gjakut (Krwawe zaćmienie)
- 2015: Muranat e muzgut
- 2018: Gëzhoja e perlës